# Antonia Maury
Аntonia Maury (ur. 21 marca 1866; zm. 8 stycznia 1952) – amerykańska astronom, autorka katalogu widm gwiazdowych.

## Życiorys

### Młodość
Antonia Coetana de Paiva Pereira Maury urodziła się w Cold Spring, w stanie Nowy Jork, w 1866 roku. Została nazwana na cześć swojej babki od strony matki, która należała do rodziny szlacheckiej i uciekła z Portugalii do Brazylii, by uniknąć wojen napoleońskich. Jej ojcem był wielebny Mytton Maury, potomek św. Jamesa Maury'ego i jeden z synów Sary Mytton Maury. Matką Maury była Virginia Draper, córka Antonii Coetana de Paiva Pereira Gardner i dra Johna Williama Drapera.
Maury była również siostrzenicą Henry’ego Drapera, który tak jak jej dziadek był zasłużonym astronomem. Młoda Antonia i jej dwaj bracia mieli styczność z nauką już we wczesnym dzieciństwie.
Antonia Maury uczęszczała do Vassar College, który w 1887 r. ukończyła z wyróżnieniem w dziedzinie fizyki, astronomii i filozofii. Uczyła się tam pod kierunkiem znanej astronom Marii Mitchell.

### Wkład w astronomię

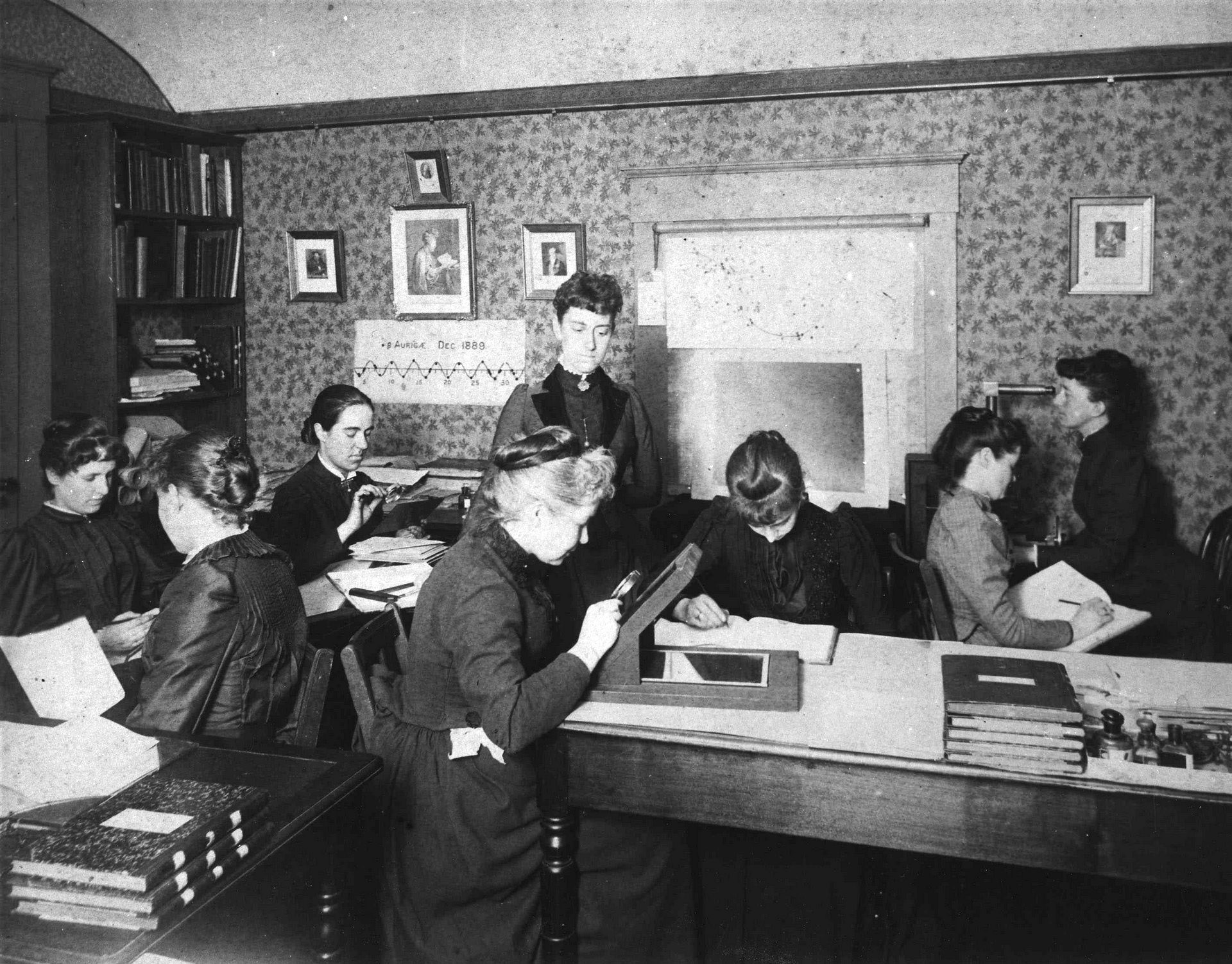
Harwardzkie komputery podczas pracy: Henrietta Swan Leavitt (1868-1921), Annie Jump Cannon (1863-1941), Williamina Fleming (1857-1911) i Antonia Maury (1866-1952).

Po obronie pracy licencjackiej, Maury rozpoczęła pracę w Harvard College Observatory jako jedna z tak zwanych harwardzkich komputerów, wykwalifikowanych kobiet przetwarzających dane astronomiczne. W trakcie pracy Maury obserwowała gwiezdne widma i opublikowała ważny katalog klasyfikacji w 1897 roku.
Edward Charles Pickering, dyrektor obserwatorium, uznał zaproponowany przez nią system klasyfikacji jako niewłaściwy. W efekcie Maury zdecydowała się opuścić obserwatorium. Dopiero duński astronom Ejnar Hertzsprung zrozumiał znaczenie jej metody klasyfikacji i wykorzystał go w swoim systemie identyfikacji i podziału gwiazd.
W 1908 roku Maury wróciła do obserwatorium w Harvard College, gdzie spędziła wiele lat. Jej najbardziej znaną pracą była w tamtym okresie analiza spektroskopowa podwójnej gwiazdy beta Lutni, opublikowana w 1933 roku.

### Późniejsze lata życia
Po przejściu na emeryturę Maury zajęła się przyrodą i jej ochroną. Lubiła obserwować ptaki, a podczas wojny walczyła o to, aby uratować zachodnie sekwoje przed wycinką. Przez trzy lata Maury była także kuratorką w domu Johna Williama Drapera w Hastings-on-Hudson w stanie Nowy Jork, gdzie jej dziadek i wuj wybudowali obserwatorium i gdzie uzyskano pierwsze zdjęcie Księżyca wykonane za pośrednictwem teleskopu.
Maury zmarła 8 stycznia 1952 r. w Dobbs Ferry w stanie Nowy Jork.

## Nagrody

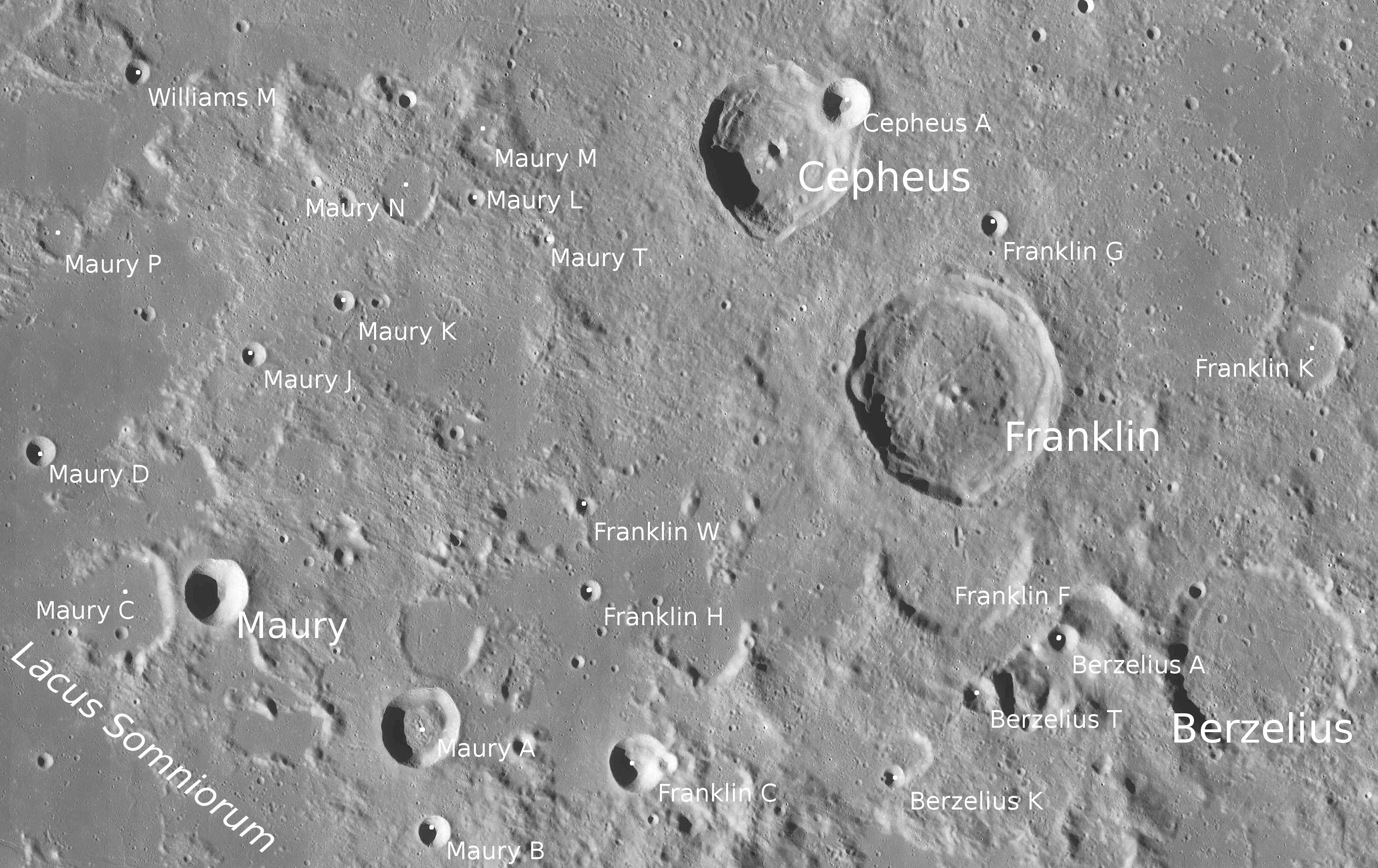
Krater księżycowy Maury

W 1943 roku została odznaczona nagrodą Annie Jump Cannon przez Amerykańskie Towarzystwo Astronomiczne.
Jej imieniem nazwano krater księżycowy i 12 pomniejszych kraterów satelickich. Początkowo nazwano je na cześć jej kuzyna, komandora Matthew Fontaine Maury z marynarki wojennej Stanów Zjednoczonych. Są to prawdopodobnie jedyne księżycowe obiekty, dzielące swą nazwę pomiędzy kuzyna i kuzynkę.